# Cristal (vidro)
Cristal é a denominação popular para um vidro de alta qualidade, transparência e densidade obtido através da adição à massa vítrea (durante a fabricação) de variados sais metálicos e em especial, neste caso, o óxido de chumbo (Pb3O4).
Apesar de receber o nome comercial de "cristal" tal material é amorfo, não possui qualquer estrutura cristalina, não sendo, portanto, um verdadeiro cristal, na acepção técnica do termo. Geralmente quando o teor de chumbo é maior que 10% tais vidros ganham a denominação comercial de "cristal", provavelmente se trata de tentativa de conferir uma distinção de "alta qualidade" em comparação aos vidros ditos "comuns". Os teores de óxido de chumbo podem chegar até a 25%.
Nestes "cristais - vidros" a grande transparência, brilho e dispersão da luz incidente resultam da pureza da massa vítrea e do polimento da peça. A adição de óxido de chumbo e outros materiais conferem uma elevação da densidade, dureza e rigidez, o que proporciona o típico retinir no brinde com taças.
As peças e obras de arte de "cristal-vidro" são tradicionalmente moldadas por sopro e trabalhadas (esmerilhadas e polidas) a mão por especialistas, o que eleva seus preços quando comparados com outros trabalhos em vidro.

Polimento artesanal de uma peça de cristal na Chéquia.